# Caelius

Schematische Karte der sieben Hügel Roms

Der Caelius (lateinisch Caelius mons, italienisch Celio) ist einer der berühmten sieben Hügel Roms. Er liegt südöstlich des Palatin und südlich des Esquilin. Seine Höhe beträgt etwa 50 m, seine Flächenausdehnung umfasst etwa 2 km × 500 m.
Der Caelius entsprach etwa der II. augusteischen Region Roms, die den Namen Caelimontium trug. Er lag teilweise außerhalb der sakralen Stadtgrenze, des pomerium. Über den Hügel verlief eine Straße zur Porta Caelimontana und parallel dazu mehrere Wasserleitungen.

## Geschichte
Ursprünglich wurde der Hügel nach den dort stehenden Eichen auch Querquetulanus mons genannt. Der Name Caelius geht angeblich auf einen Etrusker aus Vulci, Caele (Caelius) Vibenna, Mitstreiter des regierenden Königs Servius Tullius, zurück. Auch wird allerdings die Auffassung vertreten, der Name könnte sich aus dem lateinischen Verb „caedere“ (fällen) herleiten, da die Eroberer sich daran gemacht hätten, die Eichenwälder des Hügels zu fällen.
Auf oder am Caelius, der sich in östlicher Richtung bis zum Lateran erstreckt, gab es mehrere Heiligtümer, so zu Ehren der gleichnamigen Quellnymphe den Hain der Camena, zu Ehren von Minerva den Tempel Minerva Capta, den Hercules Victor und letztlich einen Kultplatz der Diana.
Während der Kaiserzeit erlangte der Caelius, nach einem der römischen Brände im Jahr 27, unter der wohlhabenden Bevölkerung seinen Ruf als teure Wohngegend. Dieser Eindruck ist heute allerdings verblasst. Erwähnenswert sind allerdings bis heute vorhandene Gebäude aus der Antike und insbesondere die Caracalla-Thermen. Neben dem Lateran gibt es eine Reihe weiterer kostbarer Kirchen, die teils weit ins Urchristentum zurückreichen. Dazu zählen die Santi Andrea e Gregorio al Monte Celio, die Titelkirchen Santi Giovanni e Paolo und San Clemente (letztere mit Mithräum), die Santi Quattro Coronati sowie die Santo Stefano Rotondo. 
In der Kaiserzeit wurden auf dem Caelius ein großer Tempel für den vergöttlichten Kaiser Claudius und mehrere Militärlager erbaut.